# Veena Sahajwalla
Veena Sahajwalla FAA FTSE) er en indisk opfinderProfessor of Materials Science ved Faculty of Science på UNSW Australia. Hun er direktør for UNSW SM@RT Centre for Sustainable Materials Research and Technology og Australian Research Council Laureate Fellow.
Sahajwalla er kendt for sin rolle som rådgiver for det uafhængige australske Climate Council og som dommer i ABC tv-show The New Inventors. Sahajwalla har også fungeret som kommissær i det nu nedlagt australske Climate Commission. Hun optrådte i en episode af ABC's videnskabsshow Catalyst i 2008.
Sahajwalla blev født i Mumbai, Indien. Hun læste sin kandidatgrad i Vancouver, Canada før hun bosatte sig i Australien. Da hun boede i Australien mødte hun sin mand Rama Mahapatra.

## Hæder
- 2005: Eureka Prize for Scientific Research[8]
- 2006: Environmental Technology Award for her work in Engineering Sciences[5]
- 2008: NSW Scientist of the Year for Engineering Sciences by the NSW Government Office of the Chief Scientist[9]
- 2011: Nokia Business Innovation Award, presented at the Telstra Business Women's Awards[10]
- 2011: Pravasi Bharatiya Samman Award by the Government of India[5]
- 2012: Banksia Environmental Foundation GE Innovation Award[11]
- 2012: Australian Innovation Challenge[12] i anerkendelse af hendes arbejde med at genbruge dæk til at fremstille stål.
- 2013: AIST Howe Memorial Lecture award.[13]
- 2014: Georgina Sweet Australian Laureate Fellowship by the Australian Research Council.[14]
- 2015: Innovation category in the Australian 100 Women of Influence 2015.[15]
- 2016: finalist, NSW Premier's Award for Woman of the Year.[16]
- 2018: valgt Fellow of the Australian Academy of Science (FAA)[17]
- 2019: BHERT (Business Higher Education Round Table) Award for her Green Steel innovation[18]
- 2022: NSW Australian of the Year[19]
- 2022: Celestino Eureka Prize for Promoting Understanding of Science[20]